# Su e zo per i ponti
Su e zo per i ponti („Нагоре и надолу по мостовете“) е традиционно несъстезателно бягане, провеждано ежегодно през март или април в старата част на Венеция. За първи път се състои през 1975 г. и се превръща в едно от най-важните събития в годишния календар на Венеция. Съпроводено е с културни събития.
Наименованието му отразява самия маршрут (su и zo означават съответно „нагоре“ и „надолу“ на венециански диалект). Участниците следват типичен за града маршрут, който ги води през calli (улици), campi (площади) и ponti (мостове), през популярни, но и през неизвестни за туристите кътчета. 
Бягането започва на централния площад „Сан Марко“ пред Двореца на дожите. Оттам маршрутът, различен за отделните възрастови групи, преминава по цялата стара част на града. По протежение на маршрута на бягането се осигуряват места, където бегачите могат да се подкрепят с напитки. След завършването на бягането на пл. „Сан Марко“ на участниците се раздават паметни медали.
Солидарността е в основата на „Su e zo per i ponti“. Всички приходи от събитието винаги са дарявани за благотворителност.
Участниците са от различни възрасти, представят се както индивидуално, така и семейно, с групи и отбори. Празникът е посветен на приятелството и солидарността. Броят на участниците е от 1750 души през 1975 г. до 19 250 при седмото издание; обикновено от 10 до 12 хиляди души.
През 2020 г. събитието (с мото „Открий нови пътища“ и с фолклорна програма) е отменено поради коронавирусната епидемия и пренасочено за април 2021 г. Предвидените маршрути са:
- 12 км – пълен маршрут с начало и край на площад „Сан Марко“: нагоре-надолу по 43 моста по целия маршрут.
- 7 км – кратък маршрут по 27 моста. Началната точка е на жп гара „Санта Лучия“, финалът е на площад „Сан Марко“.[1]